# Almedina (Coimbra)
Pour la municipalité espagnole, voir Almedina.
Almedina, officiellement Coimbra (Almedina), est une ancienne paroisse civile portugaise (en portugais : freguesia) de la municipalité de Coimbra dans le district du même nom.

## Géographie
Almedina est un quartier du centre historique de Coimbra. Il comprend la ville haute (Alta), le jardin botanique de Coimbra ainsi qu'une partie des berges du Mondego, fleuve qui délimite l'ancienne paroisse à l'ouest.

## Histoire
En 1913, la paroisse de Sé Velha (São Cristóvão), autour de l'ancienne cathédrale, est renommée Almedina.
La loi no 11-A/2013 du 28 janvier 2013 portant réorganisation administrative du territoire des freguesias fusionne Almedina avec les paroisses voisines de Sé Nova, Santa Cruz et São Bartolomeu pour former l’União das freguesias de Coimbra (Sé Nova, Santa Cruz, Almedina e São Bartolomeu), dont le siège est à Sé Nova.

## Patrimoine
Almedina accueille notamment :
- la Cathédrale Velha de Coimbra (Sé Velha)
- l'église du Collège nouveau (Igreja do Colégio Novo)
- le jardin botanique de Coimbra (Jardim Botânico)
- le parc du Mondego (Parque do Mondego)
- la tour d'Almedina (Torre de Almedina)
- la tour d'Anto (Torre de Anto )

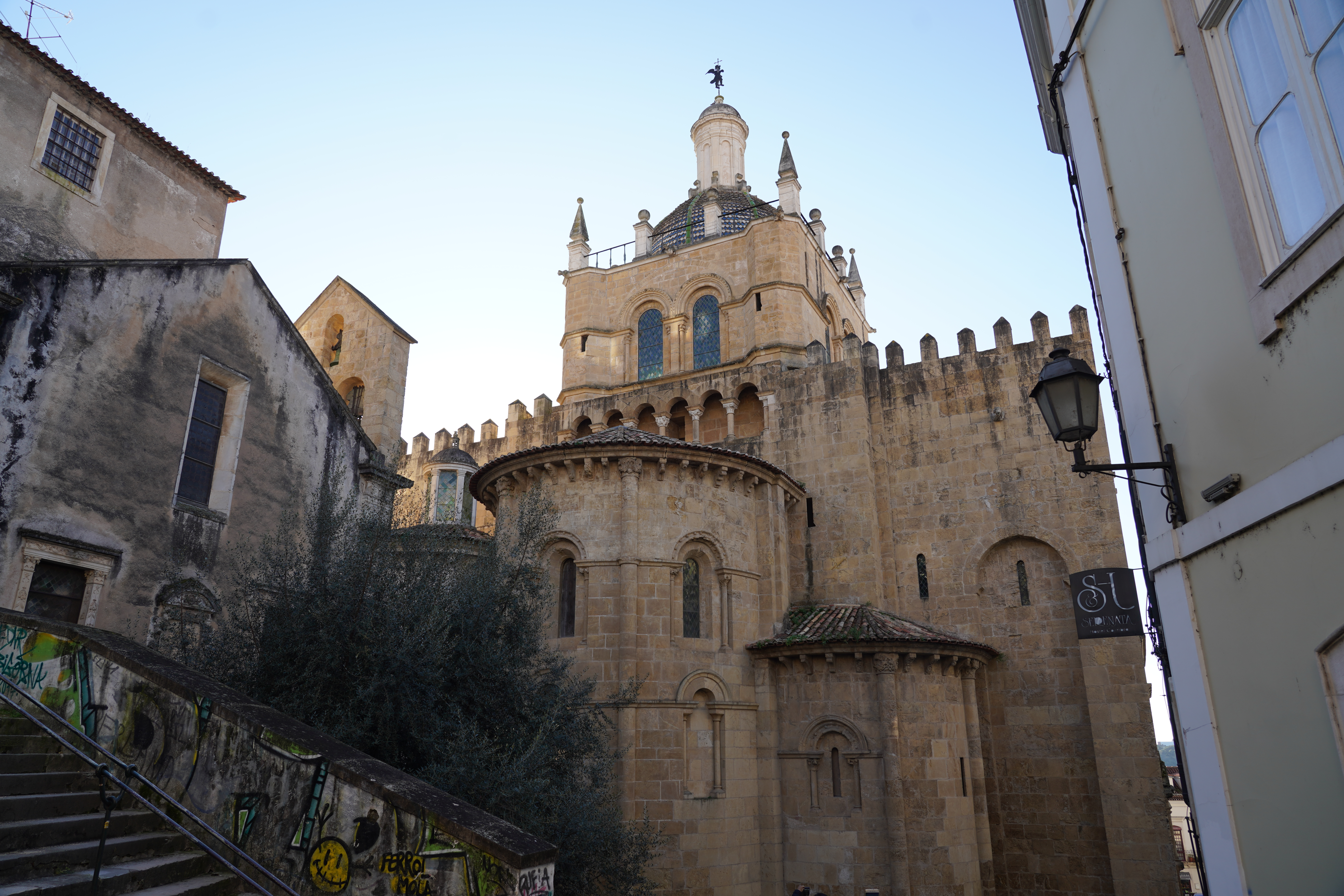
La Cathédrale Velha.
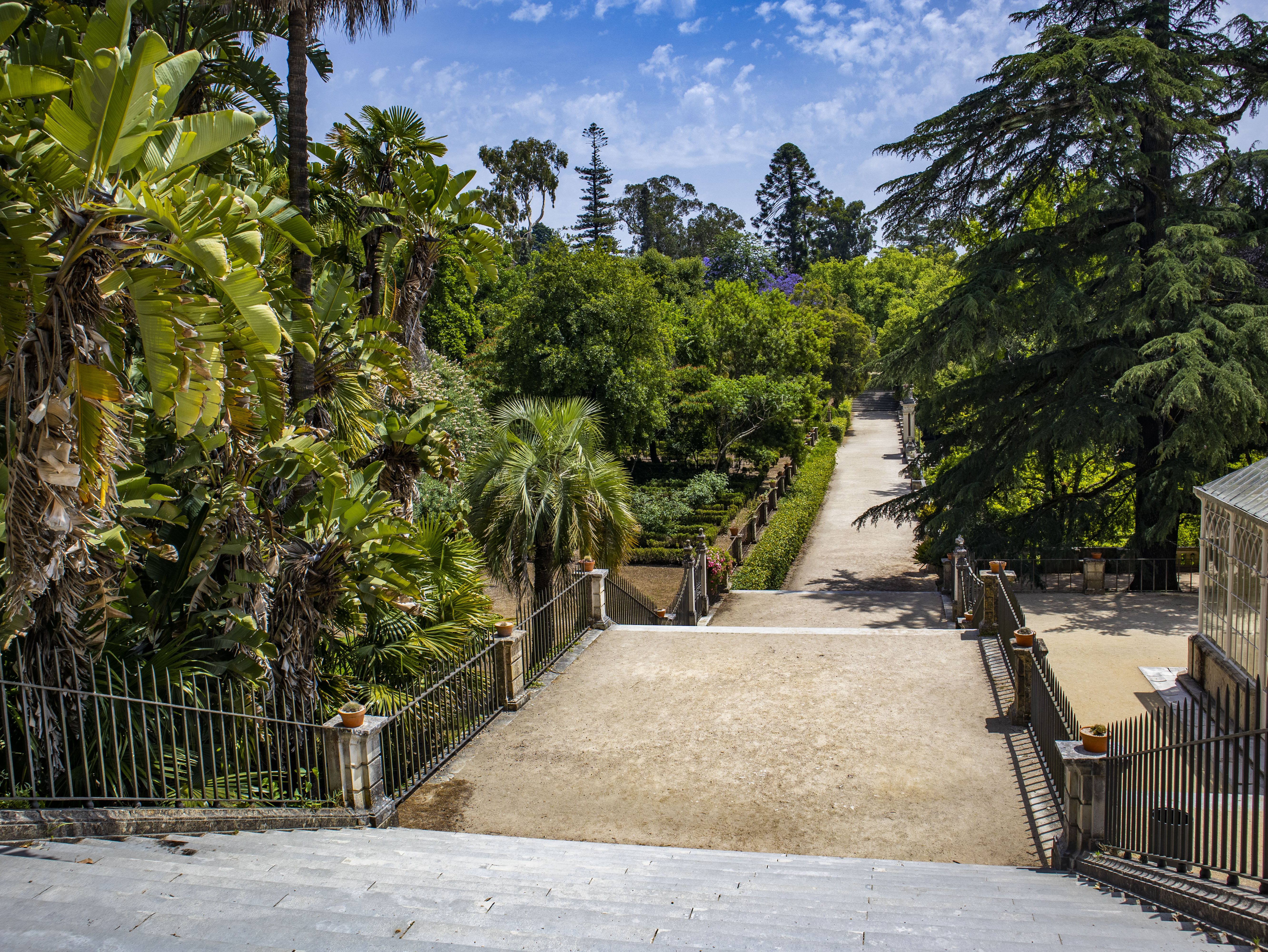
Le jardin botanique.
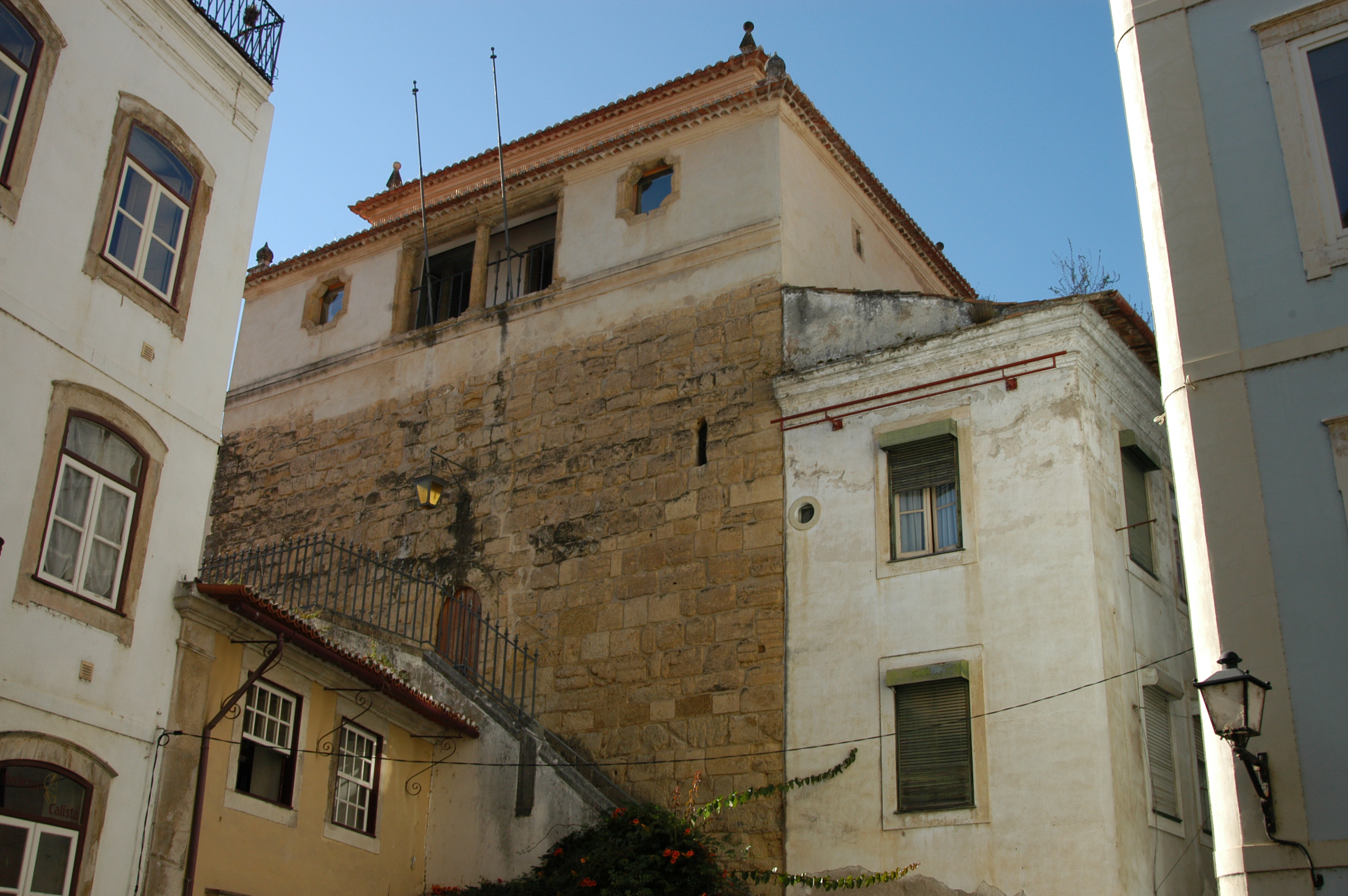
La tour d'Almedina.
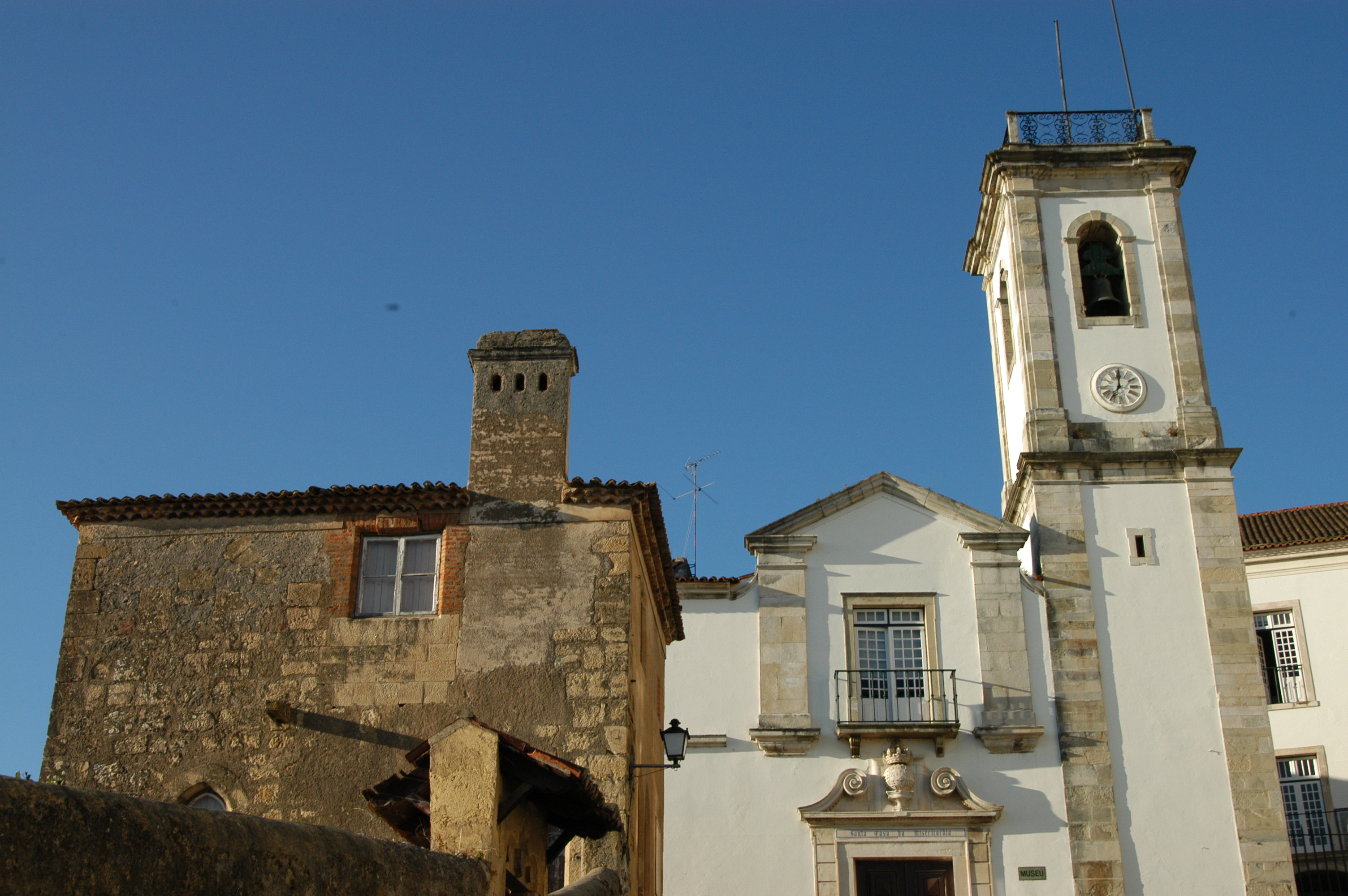
La tour d'Anto et l'église du Collège nouveau.